# 1588
Відродження •  Реформація •  Доба великих географічних відкриттів •  Ганза •  Річ Посполита •  Нідерландська революція •  Релігійні війни у Франції

## Геополітична ситуація
Османську державу очолює Мурад III (до 1595). Імператором Священної Римської імперії є Рудольф II (до 1612). У Франції королює Генріх III Валуа (до 1589).
Королем Іспанії, Португалії, частини Італії та півдня Нідерландів є Філіп II Розсудливий (до 1598). Північні провінції Нідерландів проголосили незалежність. Північна Італія за винятком Венеційської республіки належить Священній Римській імперії.
Королевою Англії є Єлизавета I (до 1603). Король Данії та Норвегії — Кристіан IV Данський (до 1648). Король Швеції — Юхан III (до 1592). Королем Богемії та Угорщини є імператор Рудольф II (до 1608).
Королем Речі Посполитої, якій належать українські землі, є Сигізмунд III Ваза.
У Московії править Федір I Іванович (до 1598). Існують Кримське ханство, Ногайська орда. Єгиптом володіють турки. Шахом Ірану є сефевід Аббас I Великий (до 1629).
У Китаї править династія Мін. Значними державами Індостану є Імперія Великих Моголів, Біджапурський султанат, Віджаянагара. В Японії триває період Адзуті-Момояма.
Триває підкорення Америки європейцями. На завойованих землях існують віцекоролівства Нова Іспанія та Нова Кастилія. Португальці освоюють Бразилію.

## Події

### В Україні
- Засноване село Гукливий — Воловецький район, письмова згадка про Побук — Сколівський район, Залужжя (Шумський район).
- Острозька Біблія, перше видання біблійно-слов'янською мовою.

### У світі

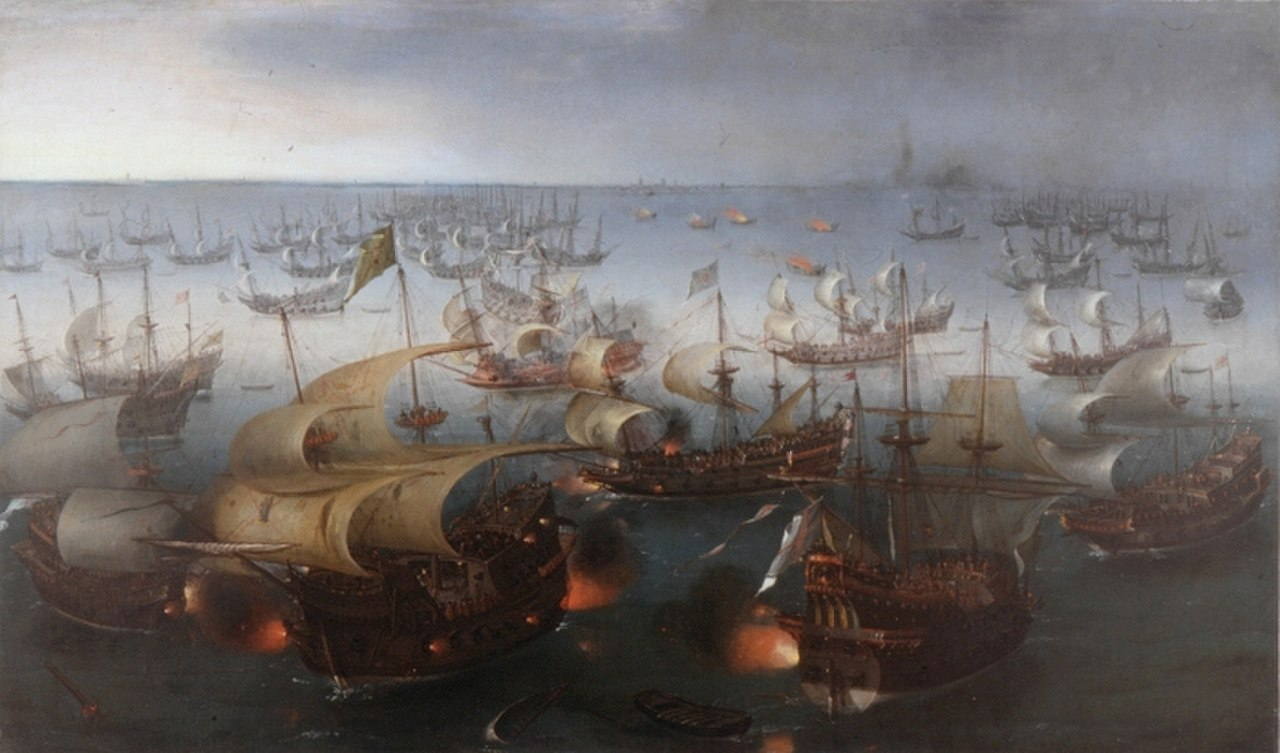
8 серпня: поразка Непереможної Армади в битві при Гравеліні.

- Прийнято Третій Литовський статут.
- 19 травня іспанська флотилія, відома під назвою Непереможна Армада, вирушила з Ліссабона на завоювання Королівства Англія.
- 29 липня біля французького узбережжя англійський флот під командуванням лорда Чарльза Говарда і сера Френсіса Дрейка завдав поразки іспанській Непереможній Армаді.
- 8 серпня англійський флот на чолі з лордом Говардом Еффінгемом розбив залишки Непереможної Армади.
- Восьма гугенотська війна:
  - 12 травня в Парижі відбувся день барикад — повстання проти короля Генріха III. Владу захопив лідер католиків Генріх I де Гіз.
  - 23 грудня за наказом короля Франції вбито Генріха де Гіза та його брата кардинала Луї, кардинала Бурбона заарештовано. Як наслідок король Генріх III зовсім втратив підтримку католиків і став на бік очільника протестантів Генріха Наваррського.
- Королем Данії став Кристіан IV. Через малолітство короля до 1596 року правління державою здійснює регентська рада.
- Узбеки на чолі з Абдулою-ханом захопили у Сефевідів Герат.
- У Японії Тойотомі Хідейосі зобов'язав усіх даймьо присягнути імператору.

## Народились
Див. також: Категорія:Народились 1588

## Померли
Див. також: Категорія:Померли 1588